# Anju
Anju (kor. 안주) – miasto w Korei Północnej, w prowincji P’yŏngan Południowy. Populacja miasta w 2008 roku wyniosła ok. 240 tys. mieszkańców. Przez miasto przepływa rzeka Ch’ŏngch’ŏn-gang.

## Historia
Po wybuchu wojny rosyjsko-japońskiej, 10 marca 1904 roku miasto Anju zostało zajęte przez oddziały japońskiej kawalerii, a następnie stacjonował tam japoński garnizon.
22 sierpnia 1910 roku podpisano Traktat o aneksji Korei przez Japonię, po czym Korea została włączona do Cesarstwa Japonii.
Podczas wojny koreańskiej miasto było zajęte przez siły ONZ od października do grudnia 1950 roku, a następnie zostało odbite przez wojska ChRL.
W 1982 roku w mieście uruchomiono zakład produkcji amoniaku, zbudowany zgodnie z drugim siedmioletnim planem rozwoju gospodarczego kraju.
W 2008 roku populacja miasta wynosiła 240 117 osób. Przez Anju przepływa rzeka Chongchong.

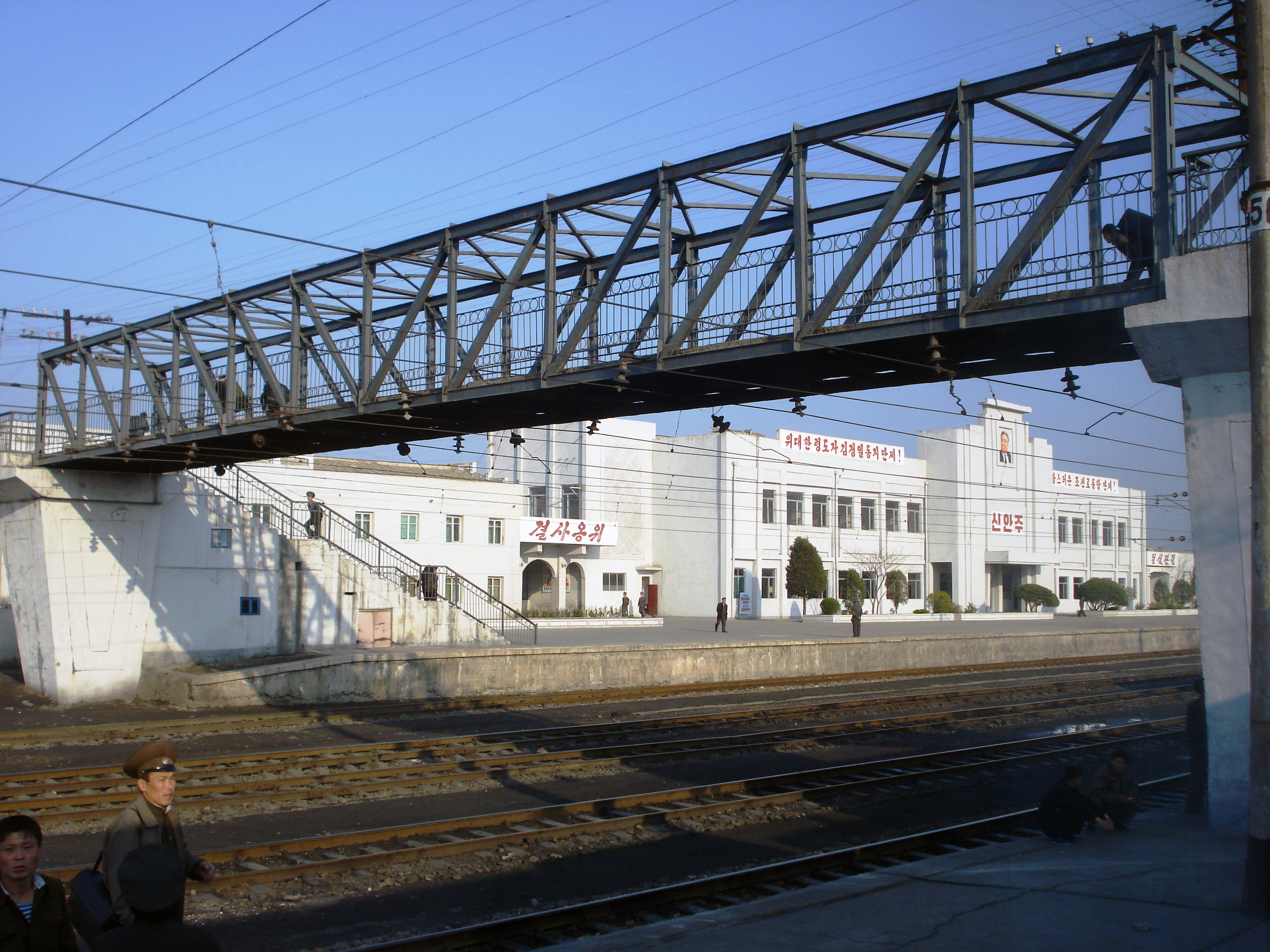
Stacja kolejowa „Sinanju” w zachodniej części Anju.

 Anju znajduje się w pobliżu ogromnych złóż antracytu i jest jednym z głównych producentów węgla w kraju. Złoża zawierają ponad 130 milionów ton węgla.

## Etymologia
Nazwa **Anju** (安州, Anju) pochodzi od chińskich znaków "安" (an) i "州" (zhu). Znak "安" oznacza "spokój", "bezpieczeństwo", a "州" tłumaczy się jako "prowincja" lub "region". W ten sposób nazwę można interpretować jako "region pokoju" lub "prowincja spokoju". Nazwa ta podkreśla znaczenie regionu jako centrum stabilności i bezpieczeństwa w kontekście historycznym.

## Geografia
Anju znajduje się w zachodniej części prowincji P’yŏngan Północny w Korei Północnej. Miasto leży nad rzeką Chŏngchŏn, która odgrywa ważną rolę w nawadnianiu i rolnictwie regionu. Teren jest głównie równinny, z niewielkimi wzgórzami i obszarami rolniczymi. Klimat jest umiarkowany monsunowy — zimy są chłodne, a lata gorące i wilgotne. Anju ma korzystne położenie geograficzne dzięki bliskości dużych ośrodków przemysłowych i komunikacyjnych kraju.